# 約諾澤羅湖
約諾澤羅湖（羅馬化：Yonozero）又称叶诺泽罗湖（羅馬化：Yenozero），是俄羅斯西北部的淡水湖，位於摩爾曼斯克州內的科拉半島東部，屬於巴倫支海的一部份，海拔224米，面積94.4平方公里，湖水主要來自溶雪和雨水，最終流入瓦爾濟納河。